# Julius Bormann

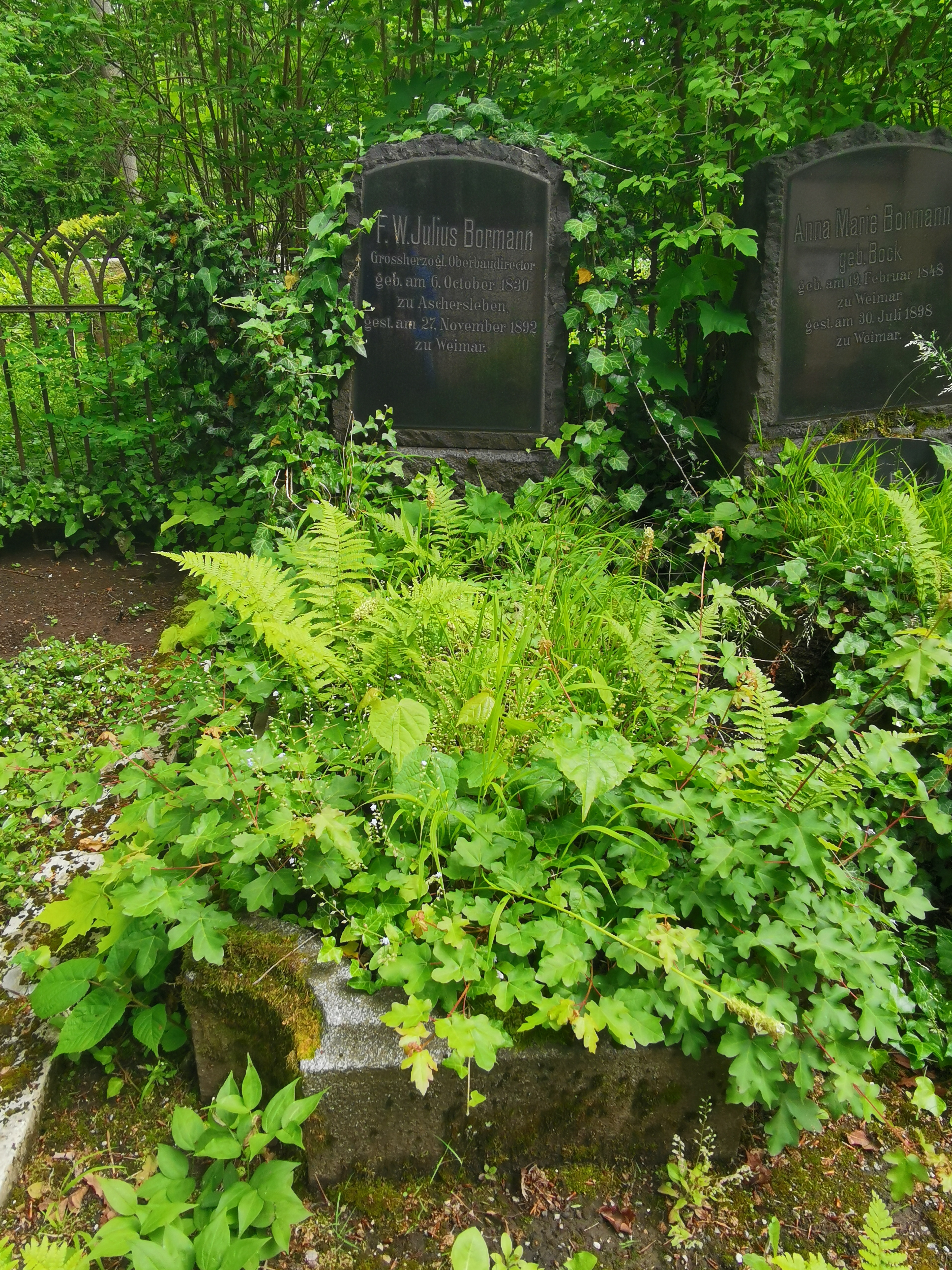
Julius Bormanns Grab auf dem Historischen Friedhof Weimar

Franz Wilhelm Julius Bormann (geb. 6. Oktober 1830 in Aschersleben; gest. 27. November 1892 in Weimar) war ein deutscher Architekt und preußischer Militärbaubeamter. Bormann war verheiratet mit Anna Marie Bormann, geb. Bock (1848–1898).

## Leben und Werk
Bormann wurde 1885 Nachfolger des 1884 verstorbenen Oberbaurats Carl Heinrich Ferdinand Streichhan in Weimar. Er selbst war in der Oberbaudirektion lange zuvor bereits als Amtsgehilfe tätig gewesen. Er baute 1886 den Schwesterntrakt des Sophien-Krankenhauses, 1887 das Gymnasium, das heutige Goethe-Gymnasium in der Amalienstraße, die Kapelle 1878/79 auf dem Historischen Friedhof, die 1921 zur Gedächtnishalle für die Gefallenen des Ersten Weltkrieges umgewidmet wurde, und 1889 den Säulenvorbau am Fürstenhaus Weimar. Bormann baute 1868 den Zuschauerraum des Hoftheater Weimar mit einem Aufwand für damalige 60000 Mark um. Er war zudem Direktor der Großherzoglich-Sächsischen Baugewerkenschule Weimar.
Bormanns Grab befindet sich auf dem Historischen Friedhof Weimar.

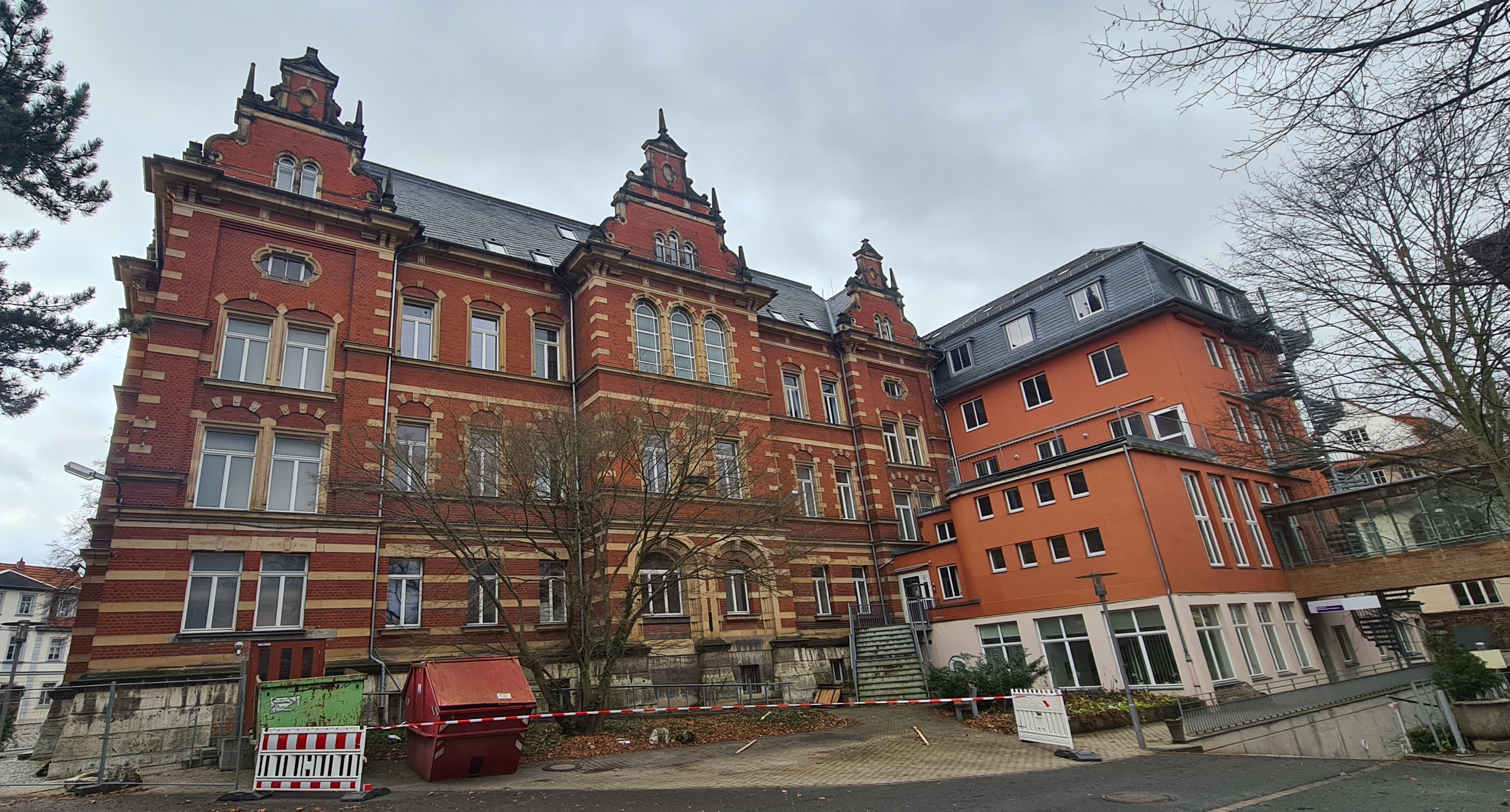
Sophien-Krankenhaus Weimar Hauptgebäude Rückansicht (2023)
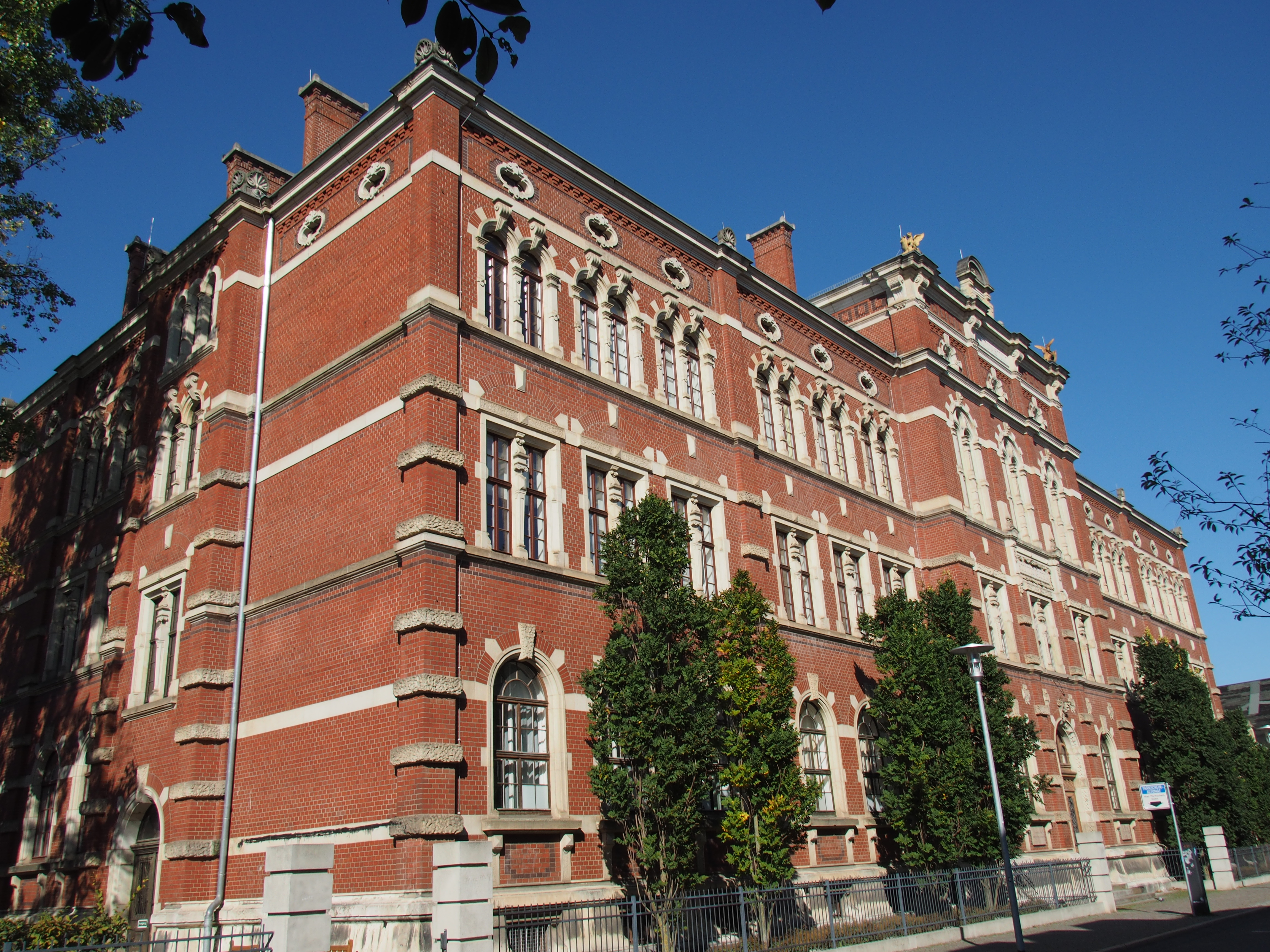
Goethe-Gymnasium Weimar
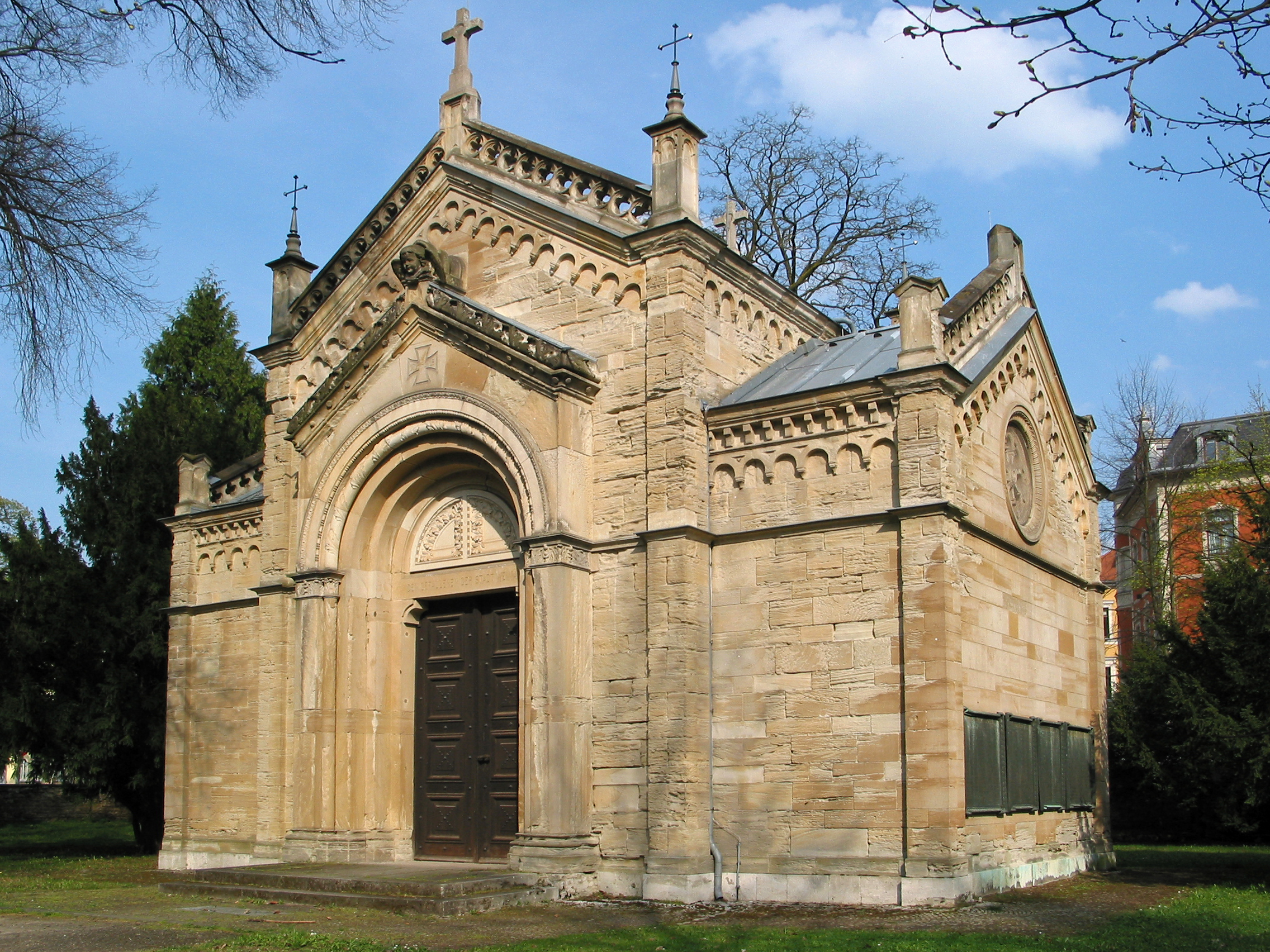
Gedächtnishalle Weimar auf dem historischen Friedhof Weimar
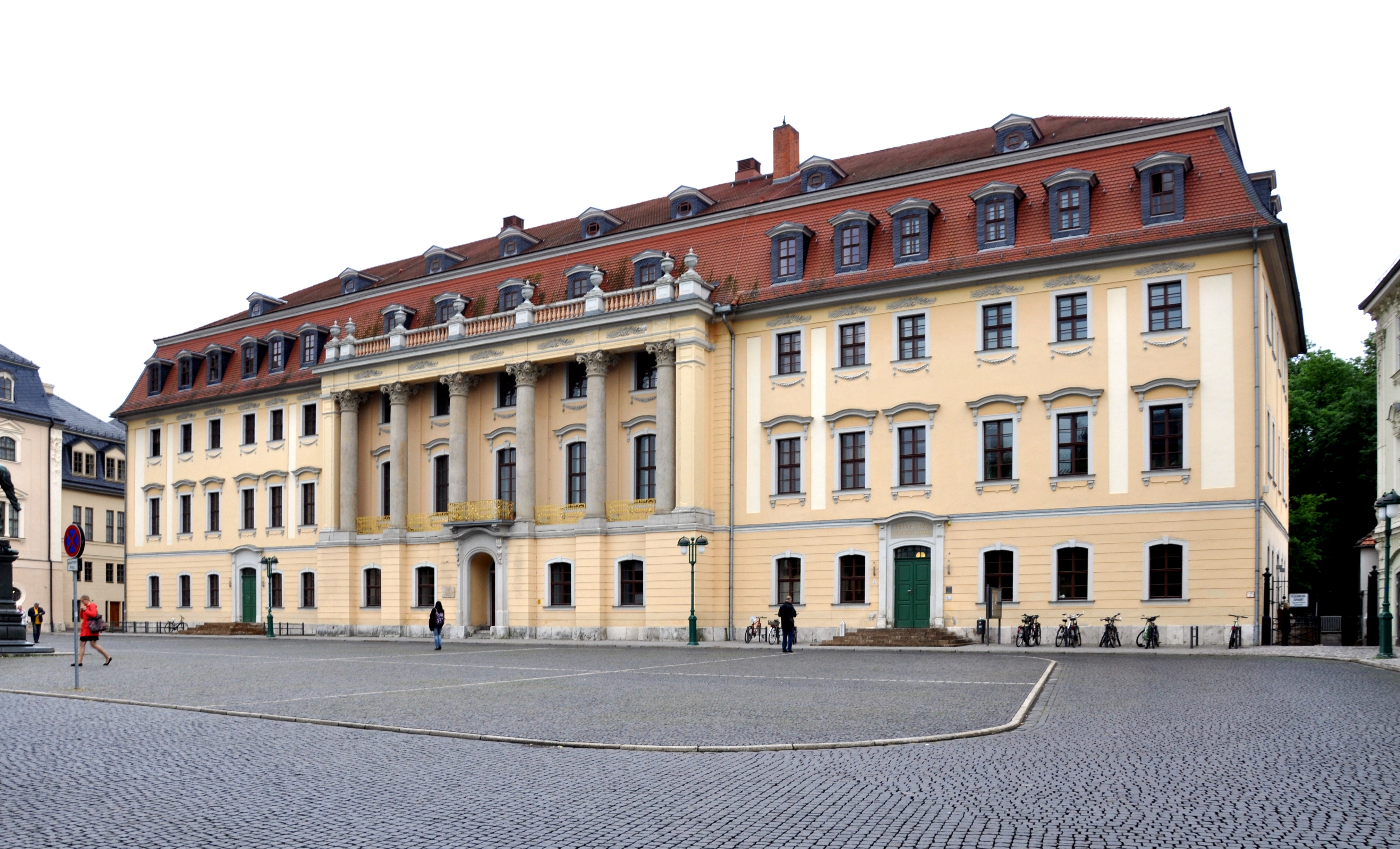
Säulenvorbau am Fürstenhaus Weimar